# Інкерман (Західна Вірджинія)
Інкерман — невключена територія в окрузі Гарді, Західна Вірджинія, США. Інкерман розташований у місці злиття річки Норт-Рівер і Скаггс-Ран.